# کتابخانه آستانه فاطمه معصومه
«کتابخانه آستانه مقدس حضرت فاطمه معصومه» یکی از بزرگترین کتابخانه‌های ایران و متعلق به آستان مقدس حضرت معصومه است که در شهر قم و در صحن پیامبر اعظم حرم فاطمه معصومه قرار دارد. این کتابخانه با دارای بودن ۲۵۰۰۰۰ جلد کتاب چاپی ،خطی، سنگی، چاپ سربی، نفیس و لاتین یکی از کتابخانه‌های بزرگ عمومی در ایران است.

## تاریخچه
این کتابخانه در سال ۱۳۳۱ شمسی به دستور سید ابوالفضل تولیت تأسیس گردید. وی ۱۵۰۰ جلد کتاب کتابخانه خود را به این کتابخانه اهدا نمود و سپس به هزینه متولیان حرم فاطمه معصومه، به مرور زمان کتاب‌های لازم خریداری و به مجموعه کتابخانه افزوده شدند.

## منبع ها
1. فقها و محدثان قم تا پایان قرن چهارم، ابوالفضل عربزاده، ص25 - 29، ناشر موسسه تحقیقاتی حضرت ولی عصر، قم، 1385.
2. تاریخچه ی قم و زندگینامه حضرت معصومه علیهم السلام ، محمد محمدی اشتهاردی، ص36 و 37 ، گلستان ادب، 1382.